# 天主教汉阳教区
天主教漢陽教區（拉丁語：Dioecesis Haniamensis）是羅馬天主教在中國湖北省漢陽區設立的一個教區，屬於漢口教省。
2000年年初，中国天主教爱国会、中國天主教主教團以原汉口总主教区、武昌教区、汉阳教区，新置武汉教区。

## 概況
1946年4月11日，聖座在中國設立聖統制，漢陽宗座代牧區升格為漢陽教區，屬於湖北教省。
1949年，漢口總教區信徒人數為55,000人，居湖北省各教區之首、4位司鐸和11位修女。教座位於武漢市漢陽區顯正街聖高隆龐主教座堂，現時教區教座出缺狀態。

## 歷史
漢陽教區原是湖北東境宗座代牧區的一部分，由方濟會負責管理。1920年，高爾文率領愛爾蘭聖高隆龐外方傳教會會士抵達漢陽，租得伯牙台兩邊的漢陽鐵廠宿舍暫住。次年購買原浸禮會醫院舊址，改建為高隆龐傳教會會院。
1923年12月12日，湖北東境宗座代牧區分為漢口宗座代牧區、武昌宗座監牧區和漢陽宗座監牧區。漢陽宗座監牧區包括漢陽、天門、沔陽、京山、潛江、鐘祥、南漢川等縣教務，由愛爾蘭高隆龐傳教會管理，首任主教為高爾文。1927年7月14日，漢陽宗座監牧區升格為漢陽宗座代牧區。
1946年4月11日，聖座決定在中國實行聖統制，漢陽宗座代牧區升為漢陽教區。1949年10月1日，中國共產黨在中國大陸地區建立中華人民共和國，並開始針對天主教進行宗教迫害及打壓。1952年9月，愛爾蘭籍高爾文主教及其他外國傳教士先後被以“違反政府法令”為由，被中國政府驅逐出境。高爾文主教被驅逐前，任命華籍張伯仁神父和朱運廣神父先後任教區署理，繼續管理教區。但是，他們忠於教宗，拒絕聽從中共，而被捕及坐監和勞改營。
1959年，中國官方組織中國天主教愛國會未經聖座准許非法自選自聖塗世華出任漢陽教區第二正權主教。事後，塗世華被時任教宗若望二十三世以違反《天主教法典》為由被絕罰。在1984年，張伯仁獲時任教宗若望保祿二世任命為漢陽教區第二正權主教，並由漢口教區地下教會主教劉和德秘密祝聖。但是，中國政府一直不承認他是第二正權主教。
2000年，愛國會未獲得聖座同意將漢口總教區、武昌教區和漢陽教區合併，並更名為武漢教區。

## 教堂
- 漢陽聖高隆龐主教座堂

主教座堂位於武漢市漢陽區顯正街，建於1936年，由民房改建而成，由葛魯森監督興建。主教座堂後邊是聖母山及主教公署樓。文化大革命期間，主教座堂被強佔為廠房，損壞嚴重。直至1990年12月14日，主教座堂才重新恢復。主教座堂被列為武漢市優秀歷史建築加以保護。

## 主教

### 漢陽宗座監牧
- 高爾文主教, S.S.C.M.E.（1924年11月1日-1927年7月14日）：愛爾蘭籍[3]

### 漢陽宗座代牧
- 高爾文主教, S.S.C.M.E.（1927年7月14日-1946年4月11日）：愛爾蘭籍

### 漢陽主教
- 高爾文主教, S.S.C.M.E.（1946年4月11日-1956年月2月23日）：愛爾蘭籍
- 教座出缺（1956年-1984年）
  - 教區署理張伯仁神父（1956年-1984年）
  - 教區署理朱運廣神父
  - 塗世華主教, O.F.M. （1959年-2017年1月4日）：非法自選自聖，去世後2018年獲教宗赦免。[4][5]
- 張伯仁主教  （1984年-2005年10月12日）：秘密祝聖，未獲中國政府承認。[6]
- 教座出缺（2005年10月12日-現在）
  - 宗座署理陳天懷神父（2005年-現在）